# Grand Crêt d’Eau
Der Grand Crêt d’Eau ist ein Höhenzug mit mehreren Berggipfeln im Département Ain, der den südlichen Abschluss der Haute Chaîne des französischen Jura bildet. Er befindet sich auf dem Gebiet der Gemeinden Bellegarde-sur-Valserine, Chézery-Forens, Collonges, Confort, Farges, Lancrans und Léaz. Der höchste Gipfel erreicht 1621 m. 

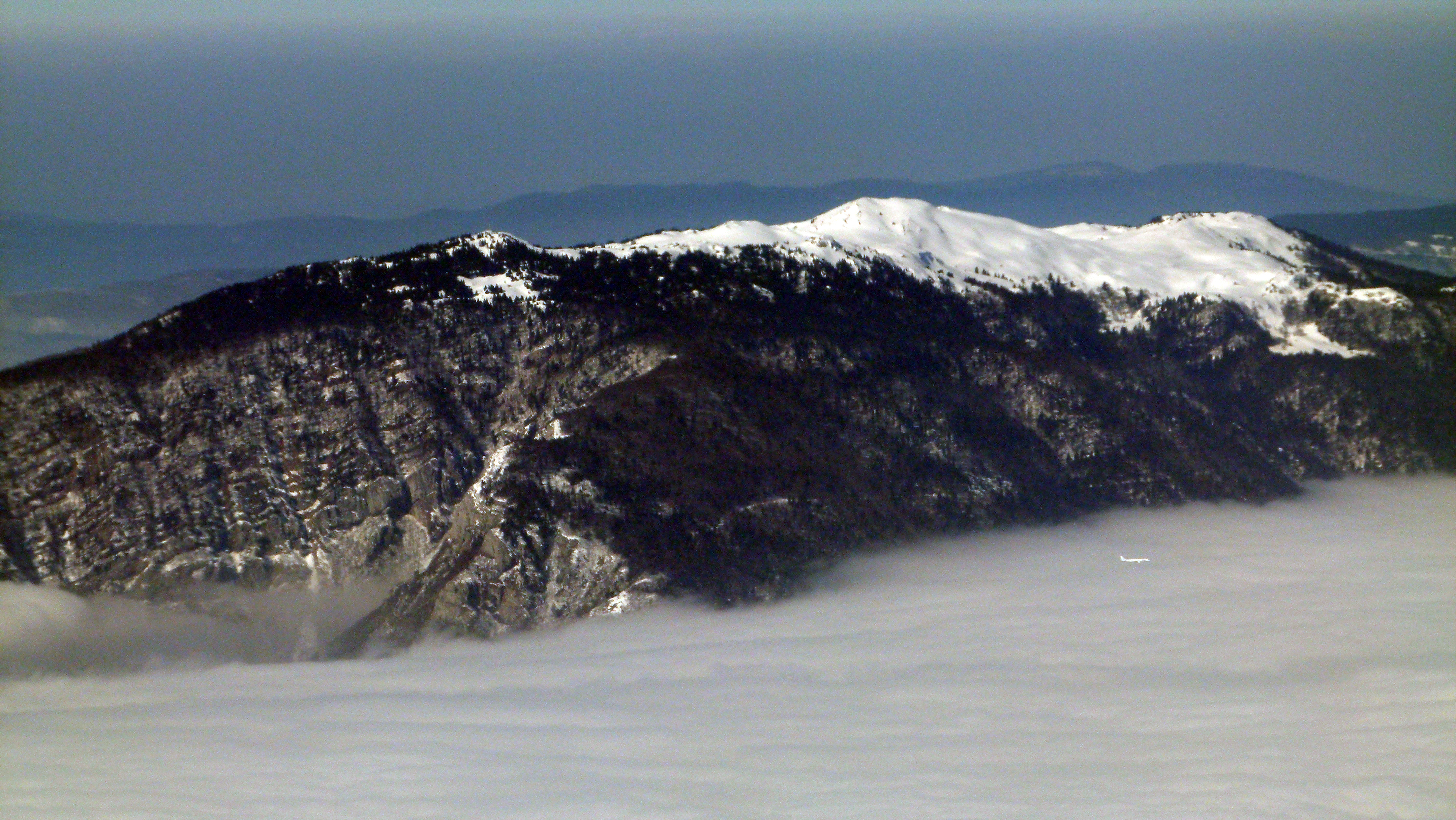
Grand Crêt d’Eau: Links der Sommet Sud, rechts der Mitte der Crêt de la Goutte

Unterhalb des Grand Crêt d’Eau befinden sich im Südwesten die Stadt Bellegarde-sur-Valserine am Ende des  Tals der Valserine, im Osten das Pays de Gex und das Genfer Becken und im Süden das Défilé de l’Écluse, ein Durchbruchstal der Rhone, durch welches die Eisenbahnlinie von Genf nach Lyon führt.
Zum Gebirgsstock gehören folgende Gipfel:
| Gipfel                      | Höhe   | Schartenhöhe |
| --------------------------- | ------ | ------------ |
| Crêt de la Goutte           | 1621 m | ca. 270 m    |
| Grand Crêt d’Eau-Sommet Sud | 1606 m | ca. 64 m     |
| Crêt du Milieu              | 1603 m | ca. 52 m     |
| Crêt du Miroir              | 1584 m | ca. 26 m     |
| Crêt de l’Éguillon          | 1549 m | ca. 38 m     |
| Crêt des Frasses            | 1536 m | ca. 28 m     |